# Piper PA-46
Il Piper PA-46, commercializzato come PA-46 Malibu e Matrix, è un aereo executive, monomotore, monoplano ad ala bassa, progettato e prodotto dall'azienda aeronautica statunitense Piper Aircraft.

## Storia del progetto
La Piper Aircraft Inc. iniziò lo studio di un nuovo aerotaxi leggero verso la fine degli anni settanta. L'ufficio progetti fu incaricato, dopo un'attenta analisi di mercato, dai vertici dell'azienda di sviluppare un velivolo dall'architettura contraddistinta dalla linea semplice ma elegante, capace di offrire buone prestazioni e costi d'acquisto e di esercizio contenuti.
L'obiettivo dell'azienda della Florida fu raggiunto grazie al progetto designato PA-46 Malibu: un monomotore, monoplano ad ala bassa in grado di offrire una semplicità di pilotaggio e di manutenzione di un monomotore convenzionale capace di competere in quanto a prestazioni e sicurezza con gli aerei bimotori tradizionali presenti sul mercato a quel tempo.
Il prototipo spiccò il primo volo il 30 novembre 1979, l'omologazione F.A.A fu rilasciata nel mese di settembre del 1983 e le prime macchine di serie furono consegnate a partire dal mese di novembre dello stesso anno.

## Versioni
PA-46-310P Malibu
PA-46-350P Malibu Mirage
PA-46-500TP Malibu Meridian
PA-46R-350T Matrix
JetPROP
designazione delle conversioni turboelica aftermarket dai modelli PA-46-310P Malibu e PA-46-350P Malibu Mirage, equipaggiati con motore Pratt & Whitney Canada PT6A.

### Velivoli comparabili
Francia
- SOCATA TBM 700

 Stati Uniti
- Cessna 208 Caravan

 Svizzera
- Pilatus PC-12